# Plectranthias kelloggi
Plectranthias kelloggi är en fiskart som först beskrevs av Jordan och Evermann, 1903.  Plectranthias kelloggi ingår i släktet Plectranthias och familjen havsabborrfiskar. Inga underarter finns listade i Catalogue of Life.